# Libungan
Libungan ist eine philippinische Stadtgemeinde in der Provinz Cotabato. Sie hat 48.768 Einwohner (Zensus 1. August 2015).

## Baranggays
Libungan ist politisch in 20 Baranggays unterteilt.
| - Abaga - Baguer - Barongis - Batiocan - Cabaruyan - Cabpangi - Demapaco - Grebona - Gumaga - Kapayawi | - Kiloyao - Kitubod - Malengen - Montay - Nica-an - Palao - Poblacion - Sinapangan - Sinawingan - Ulamian |